# ViVADiVA!
『ViVADiVA!』（ビバディーバ）は、文化放送で放送されていたトーク番組。『AKB48秋元才加・宮澤佐江のうっかりチャンネル』の後続番組。DiVAにとって初の冠番組。2011年10月6日から2013年3月28日まで放送された。
なお、2013年4月17日放送分の文化放送『リッスン? 水曜』では秋元・宮澤がパーソナリティを務めた。

## 概要
AKB48の秋元才加、梅田彩佳、増田有華、宮澤佐江の4人のメンバーによる、AKB48初のダンス＆ボーカルユニット「DiVA」のメンバーの中から2人ずつと、DiVA追加メンバーから週替わりで1人ずつ、2012年10月4日（第53回）より3人体制でパーソナリティーを務める。
第1回は4人で出演し、第77・78回（2013年3月21日・28日）は3人と追加メンバー1人ずつがこれまでを振り返り、最終回（第78回）のエンディングの最後は9人で挨拶しを締めくくった。

## 番組の変遷
- 2011年10月6日（第1回） - 2012年3月29日（第26回）

木曜 21:30 - 22:00
DiVAオリジナルメンバーの中から、2人ずつ出演。2011年11月10日(第6回)から現在も複数週担当している。
2011年12月22日（第12回）より追加メンバーから1人、エンディング後のコーナー「ミニViVADiVA!（ミニディバ）」に出演。
- 2012年4月4日（第27回） - 同年9月26日（第52回）

水曜 21:30 - 22:00
同年6月27日（第39回）の放送より、追加メンバーもオープニング後からコーナー参加。「ミニディバ」は終了。
- 2012年10月4日（第53回） - 2013年3月28日（第78回）[1][5]

木曜 21:00 - 21:30
全編通して、3人体制のパーソナリティに移行する。
最終回、同年3月28日（第78回）のエンディングの最後は、宮澤「それでは皆さん、長い間」、（追加メンバーを含む9人全員がそろって）「ありがとうございました」の後、それぞれ名前を言って終了した。

### ジングルリニューアル
- 2013年1月24日（第69回） - 同年3月28日（第78回）[1]

リニューアル前は「文化放送、DiVAのViVADiVA!」の1パターンのみだったが、これに加えて番組タイトルコールの前にキャッチフレーズのような短文をつけた、3パターンのジングルも流れるようになった。

## 出演

### 番組パーソナリティー
- DiVA（from AKB48）から毎回2人ずつ[18][19]。
  - 秋元才加
  - 梅田彩佳
  - 宮澤佐江
  - 増田有華[4]

- DiVA追加メンバーから、週替わりで1人ずつ。
  - 粕谷聡子
  - 二見夕貴
  - 古川温子
  - 福野来夢
  - 山上綾加
  - 井上結菜

### 体制の変遷
- 2011年11月10日(第6回)から、オリジナルメンバーは複数週担当している[20]。
- 2012年10月4日（第53回）より、全編通して3人体制（2人と追加メンバー1人）になった。
- 2013年2月7・14日（第71・72回）はオリジナルメンバーから1人、追加メンバーから2人ずつの3人体制で出演している[6]。
- 同年3月21日（第77回）・28日（最終回・第78回）はオリジナルメンバー3人、コーナーでは追加メンバー6人が1人ずつ交替で2週にわたって出演[7][8][9][10][11][12][2]。
- 最終回（第78回）の最後は、宮澤「それでは皆さん、長い間」、（追加メンバーを含む9人全員がそろって）「ありがとうございました」の後、それぞれ名前を言って、終了を迎えた[2]。
- 同年4月17日放送分の文化放送『リッスン? 水曜』で秋元・宮澤がパーソナリティを務めた[5]。（後述の#コーナー「宮澤佐江の効果音講座」を参照。）

### 出演回数
（生年月日順）

#### 延べ出演回数
ただし単独としてカウント、追加メンバーは最終回（第78回）のエンディング最後も含む。
- 42回 = 秋元才加、宮澤佐江
- 40回 = 梅田彩佳
- 36回 = 増田有華
- 13回 = 粕谷聡子[7]、古川温子[12]、福野来夢[9]
- 12回 = 二見夕貴[8]
- 11回 = 山上綾加[10]、井上結菜[11]

##### 2人以上の出演回数
- 9回 = 秋元才加×梅田彩佳
- 8回 = 梅田彩佳×宮澤佐江
- 4回 = 秋元才加×宮澤佐江×梅田彩佳[22][33][2]、秋元才加×宮澤佐江×粕谷聡子
- 3回 = 秋元才加×宮澤佐江[34][5]、秋元才加×宮澤佐江×山上綾加、梅田彩佳×宮澤佐江×福野来夢
- 2回 = 秋元才加×宮澤佐江×古川温子、梅田彩佳×宮澤佐江×二見夕貴、梅田彩佳×宮澤佐江×古川温子、梅田彩佳×宮澤佐江×井上結菜
- 1回 = 9人（第78回エンディングのみ）[2]、秋元才加×宮澤佐江×梅田彩佳×粕谷聡子[7][2]、秋元才加×宮澤佐江×梅田彩佳×二見夕貴[8][2]、秋元才加×宮澤佐江×梅田彩佳×古川温子[12][2]、

秋元才加×宮澤佐江×梅田彩佳×福野来夢、秋元才加×宮澤佐江×梅田彩佳×山上綾加、秋元才加×宮澤佐江×梅田彩佳×井上結菜、
秋元才加×梅田彩佳×二見夕貴、秋元才加×梅田彩佳×福野来夢、梅田彩佳×宮澤佐江×粕谷聡子、
宮澤佐江×二見夕貴×古川温子、宮澤佐江×山上綾加×井上結菜
なお、3人体制は2012年6月27日（第39回）よりカウント。連続出演回数は後述に示す。

##### 過去の組合せ（増田関連）
- 15回 = 秋元才加×増田有華
- 8回 = 梅田彩佳×増田有華、増田有華×宮澤佐江
- 2回 = 秋元才加×増田有華×福野来夢、秋元才加×増田有華[4]×山上綾加、秋元才加×増田有華×井上結菜
- 1回 = 4人（第1回）、秋元才加×増田有華×粕谷聡子、秋元才加×増田有華×二見夕貴、秋元才加×増田有華×古川温子、梅田彩佳×増田有華×二見夕貴、

梅田彩佳×増田有華×古川温子、増田有華×宮澤佐江×古川温子、増田有華×宮澤佐江×井上結菜

### 連続出演回数
（生年月日順）
- オリジナル2人以上の出演を1人ずつとして、また3人体制を2人、追加メンバーを除いた2人としてカウント。担当の詳細は#放送日・出演メンバーを参照[20]。

カッコ内は複数回のみ数字、1回の場合は出演の詳細
- 6週連続以上 = 宮澤佐江（19週・第60回 - 第78回）、増田有華（8週・第35回 - 第42回）、秋元才加（7週・第43回 - 第49回）、増田有華（6週・第27回 - 第32回）
- 5週連続 = 梅田彩佳（第8回 - 第12回）、増田有華（第45回 - 第49回）、秋元才加×増田有華（第45回 - 第49回）、梅田彩佳×宮澤佐江（第66回 - 第70回）
- 4週連続 = 秋元才加（4）、梅田彩佳（3）、宮澤佐江（3）、増田有華(2)[4]、秋元才加×増田有華（第37回 - 第40回）
- 3週連続 = 秋元才加（3）、梅田彩佳（2）、増田有華（第5回 - 第7回）、秋元才加×梅田彩佳（第10回 - 第12回）、

梅田彩佳×宮澤佐江（2）、秋元才加×宮澤佐江（第63回 - 第65回）
- 2週連続 = 秋元才加（6）、梅田彩佳（6）、宮澤佐江（4）、増田有華（2）、

秋元才加×宮澤佐江×梅田彩佳（2）、秋元才加×梅田彩佳（4）、梅田彩佳×宮澤佐江（6）、秋元才加×宮澤佐江（3）、
秋元才加×増田有華（4）、梅田彩佳×増田有華（4）、増田有華×宮澤佐江（4）

## コーナー

### 個人コーナー
そのメンバーが主体となって、送るコーナー。
秋元才加のコーナー
秋元才加が喝!入れます
怒られたいリスナーからメッセージを募集、秋元が喝を入れるコーナー。

梅田彩佳のコーナー
インフォうめーション
「ウメッター」がリニューアル。人には言えない小さな秘密をリスナーから募集し、代わりに梅田がつぶやくコーナー。
タイトルコール後および説明中のBGMは『インフォメーション(Instrumental)』。
ヤーーーー!
地元の特徴や他では通用しない方言、ルール、習慣などを募集。
番組スタッフのミスにより、コーナー紹介のページに載りっぱなしだったため、2012年10月11日（第54回）より復活。
タイトルコール後および説明中のBGMは、CHAGE&ASKA『YAH YAH YAH/夢の番人』。
宮澤佐江のコーナー
宮澤佐江の効果音講座
前番組の『うっかりチャンネル』の人気を受けて復活したコーナー。ドラマや舞台などで使われる効果音を、宮澤が自分の口だけで見事に表現していくコーナー！リスナーから、どんな効果音を出して欲しいのかを募集する。
「紙を切る音」を表現する際、あたかも実際に切っているような音を再現している。なお、2013年4月17日放送分の文化放送『リッスン? 水曜』では秋元・宮澤がパーソナリティを務め、メールコーナーで「紙を切る音」の表現が、本放送一夜限りで復活した。
緊急記者会見
宮澤佐江と組んだメンバーの誕生日前後の放送日に行われる不定期コーナー。
多くの取材陣?から受けた質問を答えて、抱負等を語っていく。
放送日は、2012年1月12日（第15回）に梅田彩佳、7月25日（第43回）に秋元才加、2013年1月3日（第66回）に梅田・井上結菜を送った。同年2月21日（第73回）はオープニングのトークコーナーで福野来夢を送った。
ViVA自慢！（第62回 - 第75回）
リスナーが自慢するトークテーマを紹介するコーナー。『DiVA内で自慢のトークをしていたので、リスナーの「どや」エピソードが聞きたいし、つっこんで行きたい』と2012年12月6日（第62回）に宮澤が説明。
2013年2月21日（第73回）からの宮澤登場回では、「宮澤佐江をつぶすつもりで（篠田麻里子の27thシングル選抜総選挙でのスピーチを参照）送ってきた自慢話と宮澤佐江のエピソードをぶつけ合うコーナー」と説明している。
同年1月24日（第69回）に番組がリニューアルしたことをきっかけに、同年2月21日（第73回）から宮澤主体のコーナーになっている。
タイトルコール後および説明中のBGMは、AKB48『ビバ!ハリケーン』。

### その他
どのメンバーの組合せでも、行うことが出来る全体コーナー。
Normal Letter〔ふつおた〕（第2回 -第78回・最終回）
ふつおた、つまり「普通のお便り」を募集するコーナー。リスナーからのメッセージやふとした疑問などを紹介。
DiVA作文（第60回 - 第67回）
DiVAの4文字やメンバーの頭文字を使って、あいうえお作文を紹介。
なりきり40秒トーク（第64回 - 第74回）
メンバーが何かになりきって40秒間トークをするコーナー。例えば「こたつとみかんについて、おばあちゃんになりきってトーク」など。ラスト10秒は、英語で0までカウントのSEが流れる。
タイトルコール後および説明中のBGMは、ザ・ナック『マイ・シャローナ』。
なりきり40秒ラップ（第76回 - 第78回・最終回）
もとは、「なりきり40秒トーク」の中でのラッパー風だったが、宮澤佐江が盛り上げたことにより2013年3月14日（第76回）に独立。。
同年3月21日（第77回）では、「粕谷/福野/二見さんとViVADiVAを振り返ろう」のコーナー内で、また同年3月21・28日（第77回・78回）のエンディングでは、3人で「なりきり40秒ラップ」をした。
なお、同年4月17日放送分の文化放送『リッスン? 水曜』では秋元・宮澤がパーソナリティを務め、コーナーで「帰ってきた、なりきり40秒ラップ」として、一夜限りで復活した。
心理テストをやってみよう！（第69回 - 第75回）
秋元・宮澤・古川温子が出演した2012年12月27日（第65回）で、宮澤から「心理テストをしたい」という要望があったため、募集したところ、新コーナーとなった。
タイトルコール後および説明中のBGMは、AKB48『言い訳Maybe』。

### 過去のコーナー
最終回を迎えたり、自然消滅したコーナー。
Road to New Corner
番組初期に送られたコーナー。始まったばっかりでコーナーが無く、リスナーから「ViVADiVA!」でやってもらいたいコーナーを募集して、メンバーがその内容を読んでみて、吟味をする。
Lost the way ( - 第72回)
DiVAの2ndシングル「Cry」のカップリング曲『No way out』（訳：出口がない）にちなんだ前回のコーナーから、『Lost the way』（訳 : 道に迷う）に名前変えしたコーナー。
リスナーから出口が見えない、道に迷ってるトークテーマを募集し、送られてきたトークテーマをメンバーが出口へと導く。
タイトルコール後および説明中のBGMは、DiVA『Lost the way』。
MARIA
リスナーからの悩みを受けて、解決していくコーナー。その後、Normal Letterに吸収合併された。
タイトルコール後および説明中のBGMは『MARIA -DiVA ver.-』。
にゃもしりんこだぷーを使ってみた
増田有華のオリジナル挨拶「にゃもしりんこだぷー」を日常会話で使ってみた報告、こんな場所で使われているのを聞いた!、上手な使い方、などなど、「にゃもしりんこだぷー」に関するメールを募集するコーナー。
増田有華の萌え声講座
増田有華に言って欲しい「萌え声」のセリフを募集し、実際にそのセリフを言わせる。また、増田の他にも色んなメンバーにも言って欲しいセリフを募集していた。
ミニViVADiVA! (第12回 - 第38回)
略称は「ミニディバ」。
エンディングに、DiVAの追加メンバー6人から1人が週替わりでトークするコーナー。2011年12月22日（第12回）からのスタート当初は、番組のオープニングに1人で自己紹介を兼ねたトークをしていき、次に2012年2月9日（第19回）の放送からエンディングに移動するとともに当日のメインパーソナリティをゲストとして迎え質問する形式になった。リスナーからのメールも募集していた。
BGMは『インフォメーション(Instrumental)』。
2012年6月27日（第39回）の放送から、追加メンバーもコーナー参加したため、自然消滅した。
ViVA！胸キュン
「Mr.CoolとMs.Beauty」がリニューアルしたコーナー。リスナーが体験した胸がキュンとなるエピソードを読み、メンバーがワーキャー叫ぶ。
たとえてガッテン（仮）
DiVAのメンバーを何かに例えるコーナー。

## 特別番組
- 「復活 VIVA DIVA !」緊急公開放送!
2014年9月18日（木）18:00 - 19:00 放送
新曲「DISCOVERY」発売を記念して、一夜限りの復活。
池袋サンシャイン噴水広場よりニコニコ生放送にて生中継された。

## 音楽
- オープニング曲：DiVA『Cry(Instrumental)』
- エンディング曲：DiVA『地下水道(Instrumental)』[38]
- ジングル：DiVA『MARIA -DiVA ver.-』(イントロ部分)[14][15]

## ネット局
ネット局
| 放送局               | 放送時間                          | 放送開始日        | 放送終了日        |
| -------------------- | --------------------------------- | ----------------- | ----------------- |
| 文化放送（QR）       | 木曜 21:00-21:30                  | 2011年10月6日(木) | 2013年3月28日(木) |
| 毎日放送（MBS）      | 土曜 3:00-3:30 (金曜 27:00-27:30) | 2011年10月7日(金) | -                 |
| 山口放送（KRY）      | 土曜 23:00-23:30                  | 2011年10月8日(土) | -                 |
| 長崎放送（NBC）      | 土曜 23:00-23:30                  | 2011年10月8日(土) | -                 |
| NBCラジオ佐賀（NBC） | 土曜 23:00-23:30                  | 2011年10月8日(土) | -                 |
| 青森放送（RAB）      | 日曜 21:30-22:00                  | 2011年10月9日(日) | 2013年3月31日(日) |
| IBC岩手放送（IBC）   | 日曜 21:30-22:00                  | 2011年10月9日(日) | 2013年3月31日(日) |
| 西日本放送（RNC）    | 木曜 23:30-24:00                  | 2012年4月5日(木)  | -                 |
| 琉球放送（RBC）      | 土曜 19:00-19:30                  | 2012年4月8日(日)  | -                 |

過去のネット局
- 九州朝日放送（KBC）…2011年10月9日(日)-2012年4月1日(日)[45]
- 東海ラジオ（SF）…2011年10月9日(日)-2012年4月1日(日)[46]
- 宮崎放送（MRT）2011年10月8日(土)-2012年12月29日(土)[47]

## 関連番組
- AKB48 明日までもうちょっと。（『レコメン!』内にて月曜日23:35ごろ - 地方局はおおむねナイターオフ期に放送されていた番組）
- リッスン? 〜Live 4 Life〜 - AKB48メンバーから1人が週替わりで火曜パーソナリティーを担当。25:00 - 27:00
- AKB48のオールナイトニッポン （ニッポン放送）- AKB48メンバーから3人が週替わりで金曜パーソナリティを担当。25:00 - 27:00